# 諾曼頓、龐蒂弗拉克特和卡斯爾福德 (英國國會選區)
諾曼頓、龐蒂弗拉克特和卡斯爾福德 （英語：Normanton, Pontefract and Castleford），英國國會一郡選區，包括英格蘭約克郡-亨伯西約克郡韋克菲爾德市東北部。
始於2010年。2010年大選中工黨的現任議員伊薇特·古柏以48.2%選票成功連任。